# Yrjö Salpakari
Yrjö Sakari Salpakari (ur. 25 września 1945 w Lapua) – fiński biathlonista. W 1970 roku wystąpił na mistrzostwach świata w Östersund, gdzie zajął 32. miejsce w biegu indywidualnym i czwarte w sztafecie. Czwarty w sztafecie był też podczas mistrzostw świata w Hämeenlinna (1971) i mistrzostw świata w Lake Placid (1973). Indywidualnie najlepszy wynik osiągnął na mistrzostwach świata w Mińsku w 1974 roku, gdzie był dziewiąty w biegu indywidualnym. W 1968 roku wystartował na igrzyskach olimpijskich w Grenoble, zajmując 25. miejsce w biegu indywidualnym. Brał również udział w igrzyskach w Sapporo w 1972 roku, plasując się na piątej pozycji w biegu indywidualnym. Nigdy nie wystąpił w zawodach Pucharu Świata.

## Osiągnięcia

### Igrzyska olimpijskie
| Rok  | Miejscowość | Konkurencje | Konkurencje | Konkurencje | Konkurencje | Konkurencje | Konkurencje | Konkurencje |
| Rok  | Miejscowość | IN          | SP          | PU          | MS          | RL          | MR          | SR          |
| ---- | ----------- | ----------- | ----------- | ----------- | ----------- | ----------- | ----------- | ----------- |
| 1968 | Grenoble    | 25.         | nd.         | nd.         | nd.         | –           | nd.         | –           |
| 1972 | Sapporo     | 5.          | nd.         | nd.         | nd.         | –           | nd.         | –           |

### Mistrzostwa świata
| Rok  | Miejscowość | Konkurencje | Konkurencje | Konkurencje | Konkurencje | Konkurencje | Konkurencje | Konkurencje |
| Rok  | Miejscowość | IN          | SP          | PU          | MS          | RL          | MR          | SR          |
| ---- | ----------- | ----------- | ----------- | ----------- | ----------- | ----------- | ----------- | ----------- |
| 1970 | Östersund   | 32.         | nd.         | nd.         | nd.         | 4.          | nd.         | –           |
| 1971 | Hämeenlinna | –           | nd.         | nd.         | nd.         | 4.          | nd.         | –           |
| 1973 | Lake Placid | –           | –           | nd.         | nd.         | 4.          | nd.         | –           |
| 1974 | Mińsk       | 9.          | –           | nd.         | nd.         | –           | nd.         | –           |